# 에이월네이션
에이월네이션(Awolnation, AWOLNATION)는 미국의 인디 록 밴드이다.